# Mitchell megye (Texas)
Mitchell megye az Amerikai Egyesült Államokban, azon belül Texas államban található. Megyeszékhelye és legnagyobb városa Colorado City. Lakosainak száma 8990 fő (2020. április 1.). Mitchell megye Borden, Nolan, Howard, Scurry, Fisher, Sterling és Coke megyékkel határos.

## Népesség
A megye népességének változása:
| Lakosok száma | 9412 | 9391 | 9337 | 9402 | 9067 | 8990 |
|               | 2010 | 2011 | 2012 | 2013 | 2015 | 2020 |